# Vũ Thắng, Quảng An
Vũ Thắng (chữ Hán giản thể: 武胜县) là một huyện thuộc địa cấp thị Quảng An, tỉnh Tứ Xuyên, Cộng hòa Nhân dân Trung Hoa. Huyện này có diện tích 966 ki-lô-mét vuông, dân số năm 2004 là 82,5 vạn người. Mã số bưu chính là 638400. Mã vùng điện thoại là 0826. Huyện lỵ đóng tại. Về mặt hành chính, huyện này được chia thành 16 trấn, 15 hương. Tổng cộng có 515 thôn hành chính, 5113 tiểu tổ thôn cư.
- Trấn: Duyên Khẩu, Trung tâm, Liệt Diện, Phi Long, Lạc Thiện, Phương Thiện, Long An, Tam Khê, Tái Mã, Thắng Lợi, Kim Ngưu, Thanh Bình, Nhai Tử, Phương Long, Lễ An, Hoa Phong.
- Hương: Minh Chung, Trấn Tĩnh, Mạnh Sơn, Song Tinh, Long Đình, Thạch Bàn, Cựu Huyện, Cổ Tương, Vĩnh Thắng, Tân Học, Bạch Bình, Kim Quang, Bát Nhất, Cao Thạch, Ngọc Châm Trại.